# Gordon Macfie
Gordon Andrew Macfie, född 7 september 1910 i Ljungs socken i Bohuslän, död 1971, var en svensk målare, tecknare och författare.
Han var son till författaren och ingenjören Harry Macfie och Anna Roland och gift första gången med Aina Eriksson (sedermera Eriksson-Enckell) och andra gången från 1945 med Margareta Reuterswärd. Macfie arbetade först som sjöman under några år innan han studerade konst för Sigfrid Ullman och Nils Nilsson vid Valands målarskola i Göteborg 1936-1940 och vid Konsthögskolan i Stockholm 1941-1946 samt grafikstudier vid Central School of Arts and Crafts i London 1947-1948 som British Councils stipendiat. Under sin tid i London genomförde han målarresor till Skottland och Hebriderna. Senare till Frankrike, Spanien och Grekland. Separat debuterade han med en utställning på Färg och Form i Stockholm 1952. Han medverkade i samlingsutställningar på Konstnärshuset och Nationalmuseums utställning Unga tecknare samt med Sveriges allmänna konstförening och olika provinsutställningar. Han tilldelades ett stipendium ur Kungafonden 1957. Bland hans offentliga arbeten märks väggmålningar på Tigerfabriken i Uddevalla, Olsson och Rosenlund i Stockholm och Kommunalhuset på Tjörn. 
Han gav för Konstfrämjandets räkning ut litografiportföljen Året.
Hans konst består främst av landskap, hav och båtar i olika tekniker. Som illustratör medverkade han bland annat i några av sin fars böcker samt i Dagens nyheter. Han skrev och illustrerade två självbiografiska böcker: Kär kurs och Fartyg Förbi utgivna på Bonniers förlag. Han tecknade fartygen i det över världen spridda verket Segel genom sekler, förlag Tre Tryckare.
Under 1960-talet utvecklade han det skira akvarellmåleriet med landskapsmotiv. 
Hundratalet illustrerade dagböcker/loggböcker är (efter hans bortgång) sammanfattade till en i urval av Håkan Wettre, Göteborgs konstmuseum. Utgivare Bohusläns museum och Bohusläns hembygdsförbund.
Spontana fartygsteckningar i tusch är annars Gordon Macfies kanske främsta unika artistiska kännemärke.
Han är representerad vid Nationalmuseum, Gustav VI Adolfs samlingar, Kalmar konstmuseum, Göteborgs sjöfartsmuseum, Sjöhistoriska museet,
Bohusläns museum ,
Postmuseum ,
Helsingborgs museer, Moderna museet och Norrköpings konstmuseum och Ålands sjöfartsmuseum.